# Clas Alströmer
Clas Alströmer (Alingsås, 9 de agosto de 1736 – 5 de março de 1794) foi um naturalista sueco, estudante de Carlos Lineu na Universidade de Uppsala. De 1760 até 1764 viajou pelo sul da Europa, recolhendo plantas para Lineu. Estabeleceu um jardim botânico e um museu natural perto de Gotemburgo, gerido pelo botânico Anders Dahl, outro estudante de Lineu.
Alströmer era filho do industrial Jonas Alströmer. O género botânico Alstroemeria foi nomeado em sua honra por Lineu.